# Bitwa pod Vertières
Bitwa pod Vertèires – ostatnia bitwa wojny o niepodległość Haiti. Odbyła się pod miejscowością Vertières na północy wyspy, między armią haitańskich niewolników a siłami francuskimi 18 listopada 1803.
Haitańczycy, prowadzeni przez generała Jeana-Jacques'a Dessalinesa, zaatakowali silnie broniony francuski fort Vertières, w pobliżu przylądka François (w północnej części Haiti), przy czym od strony morza fort blokowała flota brytyjska. Po zaciętej walce pobili francuską armię kolonialną dowodzoną przez generała Donatiena de Rochambeau i zmusili ją do kapitulacji. W zwycięstwie kluczową rolę odegrała haitańska IX Półbrygada, dowodzona przez François Capois.
W rezultacie zwycięstwa i w związku z załamaniem się francuskiej władzy na wyspie, wkrótce, 1 stycznia 1804, ogłoszono niepodległość Haiti.
Na pamiątkę bitwy dzień 18 listopada obchodzony jest jako haitańskie święto narodowe, Dzień Wojska i Zwycięstwa.